# Ivone Guimarães
Ivone Guimarães Batista Lopes (Pitangui, 15 de junio de 1908 - 9 de marzo de 1999) fue una profesora, sufragista y activista brasileña; perteneció al grupo de las primeras mujeres electoras de Brasil.
Hija de Vital Pereira Guimarães y Amélia Lobato, el 27 de octubre de 1928 emuló la acción judicial de Mietta Santiago quien cuestionó la constitucionalidad de la prohibición del voto femenino en Brasil al señalar que ésta infringía el artículo 70 de la Constitución de la República Federal de los Estados Unidos del Brasil del 24 de febrero de 1891 entonces vigente. Esta medida permitió que Ivone se transformara en una de las pioneras en ejercer el derecho a voto en su país.